# Саудівський ріал
Саудівський ріал (араб. ريال سعودي; код: SAR) — офіційна валюта Саудівської Аравії з 1960 року.
1 саудівський ріал дорівнює 20 кершам (курушам) або 100 халалям. В обігу є монети номіналом 1, 5, 10, 25, 50, 100 халалів, 1, 2 ріали та банкноти 5, 10, 50, 100, 500 ріалів.
Емітентом грошової одиниці є Агентство грошового обігу Саудівської Аравії.

## Історія
У 1928 році грошовою одиницею Саудівської Аравії був соверен, який дорівнював 10 ріал та 110 кершам. У 1952 році основною валютою також залишався соверен, але він прирівнювався вже до 40 ріалів та 440 кершів. З 1960 року грошовою одиницею в країні є Саудівський ріал.
20 травня 2007 року Валютне агентство Саудівської Аравії ввело в обіг п'яту серію банкнот саудівського ріалу, на яких вміщено зображення шейха Абдулли ібн Абдель Азіза на лицьовій стороні, крім банкноти 500 ріал, на якій зображений покійний шейх Абдель-Азіз ібн Сауд.
Четверта серія, на якій зображений покійний шейх Фахад, і яка була в обігу понад 25 років, залишається законним платіжним засобом відповідно до законодавства Саудівської Аравії і поступово виводиться з обігу. Нова серія має сучасні системи безпеки для запобігання підробок.

### Банкноти і монети саудівського ріалу
Перші монети-ріали виготовлялися із дорогоцінних металів, в основному із срібла.
Номінально ріали діляться на кереші  (куруші) — 1:20 або халали — 1:100. До цього часу платіжними засобами на території Саудівської Аравії вважаються такі монети: 100, 50, 25, 10 та 5 халалів. Проте під час готівкових операцій ціни в основному заокруглюються до 1-го ріала, тому вищеперелічені монети важко знайти в обігу.
На аверсах монет-халалів можна побачити написи національною мовою, номінальне значення у двох системах числення — арабській та індо-арабській, а також рік випуску. Реверси містять в центральній частині національний герб у вигляді двох перехрещених мечів та пальмового дерева, а також текстове обрамлення.
Цікавим фактом, що стосується купюр-реалів є те, що з початку введення було проведено багато емісій, при цьому на кожному новому дизайні банкнот зображався новий король Саудівської Аравії. Після кожного наступного випуску старі версії вилучались.
Крім портрета короля та стандартних елементів, лицьова сторона банкнот-ріалів містить зображення промислових будівель, мечетей та палаців. На звороті також можна побачити в основному мечеті та історичні будівлі.
Перші саудівські банкноти були випущені в 1952 році номіналом 10 ріалів як надходження паломникам. Пізніше в обіг вийшли банкноти номіналами 1 і 5 ріалів. У наступні роки було проведено п'ять емісій. На кожній новій купюрі зображений новообраний король держави.
Купюри саудівського ріалу містять вдосконалену одинадцятиступеневу систему захисту від підробок. Серед її елементів присутні такі: водяний знак у вигляді портрета короля, кольорова захисна нитка, мікротекст, голографічний елемент у вигляді державного герба, антикопіювальна сітка, тактильні знаки з величиною номіналу, а також використання люмінесцентної та іридисцентної фарб.

## Банкноти

### Перша серія (1953—1956 роки)
| Серія 1953—1956 років                        | Серія 1953—1956 років | Серія 1953—1956 років | Серія 1953—1956 років | Серія 1953—1956 років | Серія 1953—1956 років   | Серія 1953—1956 років                                                                                         | Серія 1953—1956 років | Серія 1953—1956 років |
| Зображення                                   | Зображення            | Номінал (ріалів)      | Розміри (мм)          | Основні кольори       | Опис                    | Опис | Опис                  | Роки друку            |
| Аверс                                        | Реверс                | Номінал (ріалів)      | Розміри (мм)          | Основні кольори       | Аверс                   | Реверс | Водяний знак          | Роки друку            |
| -------------------------------------------- | --------------------- | --------------------- | --------------------- | --------------------- | ----------------------- | --- | --------------------- | --------------------- |
|                                              |                       | 1                     | 127×72                | коричневий червоний   | шлюз Суецького каналу   | Герб Саудівської Аравії                                                                                       |                       | 1956                  |
|                                              |                       | 5                     | 156×66                | синій                 | Дау                     | Герб Саудівської Аравії                                                                                       | дау                   | 1954                  |
|                                              |                       | 10                    | 138×66                | зелений               | Герб Саудівської Аравії | Інформація про золоте забезпечення купюри, написана арабською, урду, перською, турецькою та малайською мовами |                       | 1953                  |
|                                              |                       | 10                    | 173×78                | зелений               | дау                     | герб Саудівської Аравії, номінал                                                                              |                       | 1954                  |
| Масштаб зображень — 1,0 пікселя на міліметр. |                       |                       |                       |                       |                         | |                       |                       |

### Друга серія (1961 рік)
| Серія 1961 року                              | Серія 1961 року | Серія 1961 року  | Серія 1961 року | Серія 1961 року | Серія 1961 року                            | Серія 1961 року         | Серія 1961 року         |
| Зображення                                   | Зображення      | Номінал (ріалів) | Розміри (мм)    | Основні кольори | Опис                                       | Опис                    | Опис                    |
| Аверс                                        | Реверс          | Номінал (ріалів) | Розміри (мм)    | Основні кольори | Аверс                                      | Реверс                  | Водяний знак            |
| -------------------------------------------- | --------------- | ---------------- | --------------- | --------------- | ------------------------------------------ | ----------------------- | ----------------------- |
|                                              |                 | 1                | 128×62          | Коричневий      | Гора Арафат                                | Герб Саудівської Аравії | Герб Саудівської Аравії |
|                                              |                 | 5                | 157×66          | Синій           | Фортеця Масмак                             | Герб Саудівської Аравії | Герб Саудівської Аравії |
|                                              |                 | 10               | 165×70          | Зелений         | Порт Джидди з двома арабськими човнами дау | Герб Саудівської Аравії | Герб Саудівської Аравії |
|                                              |                 | 50               | 170×78          | Рожевий         | Нафтова свердлови                          | Герб Саудівської Аравії | Герб Саудівської Аравії |
|                                              |                 | 100              | 176×86          | Червоний        | Площа перед Меджлісом Саудівської Аравії   | Герб Саудівської Аравії | Герб Саудівської Аравії |
| Масштаб зображень — 1,0 пікселя на міліметр. |                 |                  |                 |                 |                                            |                         |                         |

### Третя серія (1966 рік)
| Серія 1966 року                              | Серія 1966 року | Серія 1966 року  | Серія 1966 року | Серія 1966 року | Серія 1966 року                         | Серія 1966 року         | Серія 1966 року         |
| Зображення                                   | Зображення      | Номінал (ріалів) | Розміри (мм)    | Основні кольори | Опис                                    | Опис                    | Опис                    |
| Аверс                                        | Реверс          | Номінал (ріалів) | Розміри (мм)    | Основні кольори | Аверс                                   | Реверс                  | Водяний знак            |
| -------------------------------------------- | --------------- | ---------------- | --------------- | --------------- | --------------------------------------- | ----------------------- | ----------------------- |
|                                              |                 | 1                | 128×62          | Фіолетовий      | Будівля МЗС Саудівської Аравії у Джидді | Герб Саудівської Аравії | Герб Саудівської Аравії |
|                                              |                 | 5                | 146×66          | Зелений         | Аеропорт у Даммамі                      | Морський порт у Даммамі | Герб Саудівської Аравії |
|                                              |                 | 10               | 158×70          | Сірий           | Мечеть Аль-Харам                        | Колонада біля мечеті    | Герб Саудівської Аравії |
|                                              |                 | 50               | 170×78          | Коричневий      | Герб Саудівської Аравії                 | Фінікова ферма          | Герб Саудівської Аравії |
|                                              |                 | 100              | 176×82          | Червоний        | Королівський палац                      | Нафтова індустрія       | Герб Саудівської Аравії |
| Масштаб зображень — 1,0 пікселя на міліметр. |                 |                  |                 |                 |                                         |                         |                         |

### ЕпохаФейсала
| Серія 1976 року                               | Серія 1976 року  | Серія 1976 року  | Серія 1976 року | Серія 1976 року           | Серія 1976 року                                 | Серія 1976 року                                | Серія 1976 року           |
| Зображення                                    | Зображення       | Номінал (ріалів) | Розміри (мм)    | Основні кольори           | Опис                                            | Опис                                           | Опис                      |
| Аверс                                         | Оборотна сторона | Номінал (ріалів) | Розміри (мм)    | Основні кольори           | Реверс                                          | Оборотна сторона                               | Водяний знак              |
| --------------------------------------------- | ---------------- | ---------------- | --------------- | ------------------------- | ----------------------------------------------- | ---------------------------------------------- | ------------------------- |
|                                               |                  | 1                | 130×65          | коричневий                | портрет короля Фейсала II, гора Джабаль аль-Нор | Lockheed L-1011 TriStar над аеропортом Дахрана | Портрет короля Фейсала II |
|                                               |                  | 5                | 152×70          | зелений                   | портрет короля Фейсала II, зрошувальний канал   | гребля ГЭС в Джизані                           | Портрет короля Фейсала II |
|                                               |                  | 10               | 164×74          | красно- фіолетовий        | портрет короля Фейсала II, нафтова платформа    | нафтопереробний завод                          | Портрет короля Фейсала II |
|                                               |                  | 50               | 176×76          | темно-зелений, коричневий | портрет короля Фейсала II, Масджід ан-Набаві    | Масджід ан-Набаві                              | Портрет короля Фейсала II |
|                                               |                  | 100              | 182×86          | синій                     | портрет короля Абдул Азіза, мечеть Аль-Харам    | мечеть Аль-Харам                               | Портрет короля Фейсала II |
| Масштаб зображення — 1,0 пікселя на міліметр. |                  |                  |                 |                           |                                                 |                                                |                           |

### ЕпохаФахда
| Серія 1983—1984 року                          | Серія 1983—1984 року | Серія 1983—1984 року | Серія 1983—1984 року | Серія 1983—1984 року | Серія 1983—1984 року                          | Серія 1983—1984 року     | Серія 1983—1984 року           |
| Зображення                                    | Зображення           | Номінал (ріалів)     | Розміри (мм)         | Основні кольори      | Опис                                          | Опис                     | Опис                           |
| Аверс                                         | Реверс               | Номінал (ріалів)     | Розміри (мм)         | Основні кольори      | Аверс                                         | Реверс                   | Водяний знак                   |
| --------------------------------------------- | -------------------- | -------------------- | -------------------- | -------------------- | --------------------------------------------- | ------------------------ | ------------------------------ |
|                                               |                      | 1                    | 134×62               | Бежевий              | Фахд і стародавня монета                      | Кольори                  | портрет короля Абдель-Азіза II |
|                                               |                      | 5                    | 145×66               | Ліловий              | Фахд на фоні дау                              | Нафтопереробний завод    | портрет короля Абдель-Азіза II |
|                                               |                      | 10                   | 150×68               | Оранжевий            | Фахд на фоні фортеці                          | Пальми                   | портрет короля Абдель-Азіза II |
|                                               |                      | 50                   | 155×70               | Зелений              | Фахд, ліворуч — Купол Скелі                   | Мечеть Аль-Акса          | портрет короля Абдель-Азіза II |
|                                               |                      | 100                  | 160×72               | Блакитний, бежевий   | Фахд на фоні частини мечеті пророка Мухаммеда | Мечеть пророка Мухаммеда | портрет короля Абдель-Азіза II |
|                                               |                      | 500                  | 166×74               | Фіолетовий           | Король Абдель Азіз, Кааба                     | Мечеть Аль-Харам         | портрет короля Абдель-Азіза II |
| Масштаб зображення — 1,0 пікселя на міліметр. |                      |                      |                      |                      |                                               |                          |                                |

### ЕпохаАбдалли
У травні 2007 року Саудівська Аравія проводить нову грошову емісію. В обіг виходять банкноти номіналом 1, 5, 10, 50, 100 і 500 ріалів. На грошових банкнотах був поміщений портрет короля Абдалли. Однак колишня банкнота номіналом 500 ріялів залишилася незмінною. Старі паперові асигнації вилучалися з обігу в міру введення нових грошей.
| Серія 2007 року | Серія 2007 року  | Серія 2007 року | Серія 2007 року | Серія 2007 року                                                          | Серія 2007 року                               | Серія 2007 року | Серія 2007 року         | Серія 2007 року |
| Зображення      | Номінал (ріалів) | Розміри (мм)    | Основні кольори | Опис                                                                     | Опис                                          | Дата випуска    | Водяний знак            |                 |
| Зображення      | Номінал (ріалів) | Розміри (мм)    | Основні кольори | Аверс                                                                    | Реверс                                        | Дата випуска    | Водяний знак            |                 |
| --------------- | ---------------- | --------------- | --------------- | ------------------------------------------------------------------------ | --------------------------------------------- | --------------- | ----------------------- | --------------- |
|                 | 1                | 133x63          | Світло-зелений  | Золотий динар VII століття; Абдалла ібн Абдель Азіз Аль Сауд             | Будівля центрального банкуа                   | 31 грудня 2007  | Король Абдалла, номінал |                 |
|                 | 5                | 145x66          | Фіолетовий      | Нафтопереробний завод; Абдалла ібн Абдель Азіз Аль Сауд                  | Танкер і нафтовий термінал порту Ель-Джубайль | червень 2007    | Король Абдалла, номінал |                 |
|                 | 10               | 150x68          | Коричневий      | Королівський палац Аль-Мораба; Абдалла ібн Абдель Азіз Аль Сауд          | Історичний центр Абдул-Азіза                  | червень 2007    | Король Абдалла, номінал |                 |
|                 | 50               | 155x70          | Темно-зелений   | Купол Скелі в Єрусалимі; Абдалла ібн Абдель Азіз Аль Сауд                | Мечеть Аль-Акса в Єрусалимі                   | 21 2007         | Король Абдалла, номінал |                 |
|                 | 100              | 160x72          | Червоний        | Зелений купол мечеті Масджид ан-Набаві; Абдалла ібн Абдель Азіз Аль Сауд | Мечеть Масджид ан-Набаві                      | 21 травня 2007  | Король Абдалла, номінал |                 |
|                 | 500              | 166x74          | Блакитний       | Кааба в Меці; Абдалла ібн Абдель Азіз Аль Сауд                           | Мечеть Аль-Харам в Меці                       | вересень 2007   | Король Абдалла, номінал |                 |

## Валютний курс
З 1 січня 2003 року Саудівський ріал має офіційний фіксований валютний курс відносно долара США у співвідношенні 3,75 ріала за 1 долар. Відносно української гривні, станом на 24 березня 2025, курс становить 0,09024 ріала за 1 гривню або 11,08 гривень за 1 ріал.